# Nikaja (córka Antypatra)
Nikaja (gr. Nίκαια, ur. ok. 335 p.n.e. – zm. ok. 302 p.n.e) – macedońska szlachcianka i córka potężnego regenta Antypatra. Imię jej matki jest nieznane. Nikaja urodziła się i została wychowana w Macedonii, której regentem, na czas nieobecności króla Aleksandra Wielkiego, był jej ojciec.
Nikaja została wysłana przez ojca w roku 323 p.n.e. do Azji, w towarzystwie brata Jollasa, gdzie wyszła za mąż za macedońskiego dowódcy wojskowego Perdikkasa – było to w czasie, gdy chciał on zachować przyjazne relacje z regentem. Wkrótce potem, za radą Eumenesa, Perdikkas postanowił rozwieść się z Nikają, by móc poślubić Kleopatrę z Macedonii, siostrę Aleksandra Wielkiego. Dowódca zrobił to niedługo przed swoją ekspedycją do Egiptu. Ta decyzja doprowadziła do natychmiastowego zerwania stosunków pomiędzy Perdikkasem a Antypatrem.
Około 321 p.n.e., w ramach sojuszu wojennego, Antypater wydał Nikaję za Lizymacha, który był zarządcą Tracji. W 306 p.n.e. Lizymach został królem Tracji, Azji Mniejszej i Macedonii. Nikaja urodziła Lizymachowi troje dzieci: syna Agatoklesa oraz dwie córki: Eurydikę i Arsinoe I.
Nikaja zmarła z nieznanych przyczyn pomiędzy 302 p.n.e. a 300 p.n.e.. Wkrótce potem Lizymach na cześć zmarłej żony zmienił nazwę miasta w Bitynii na „Nikaja” (współczesny İznik w Turcji).